# Kaş
Kaş és una ciutat de pesca, busseig i turisme, i un municipi i districte de la província d'Antalya, Turquia. La seva superfície és de 1.750 km2, i la seva població és de 62.866 (2022). És a 168 km a l'oest de la ciutat d'Antalya. Com a estació turística, està relativament verge.

## Història
Encara que la península de Teke ha estat ocupada des de l'edat de pedra, sembla que Kaş va ser fundada pels licis, i el seu nom en llengua licia era Habesos o Habesa. Va ser membre de la Lliga Lícia, i la seva importància durant aquest temps queda confirmada per la presència d'una de les necròpolis liciana.
En el període hel·lenístic i sota l'⁣Imperi Romà va servir com a port de Phellus anomenat Antiphellus (grec: Αντίφελλος), el nom amb què es coneixia en aquella època.

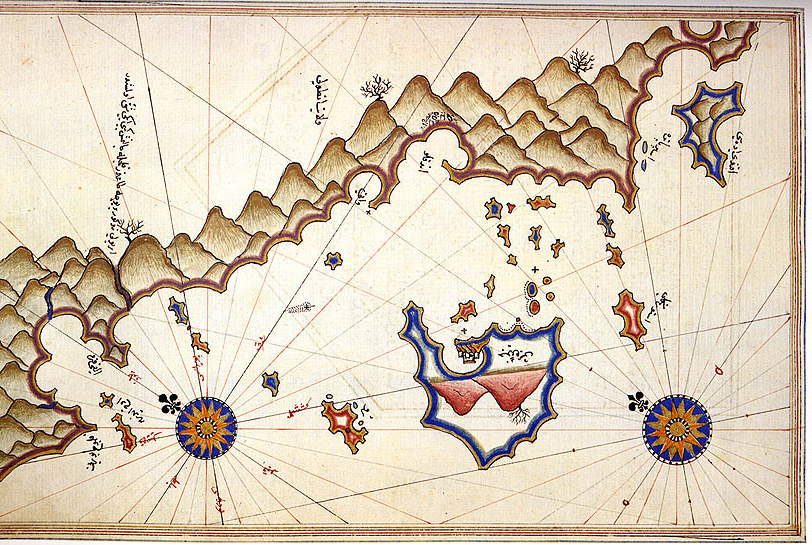
Mapa històric de Kaş per Piri Reis

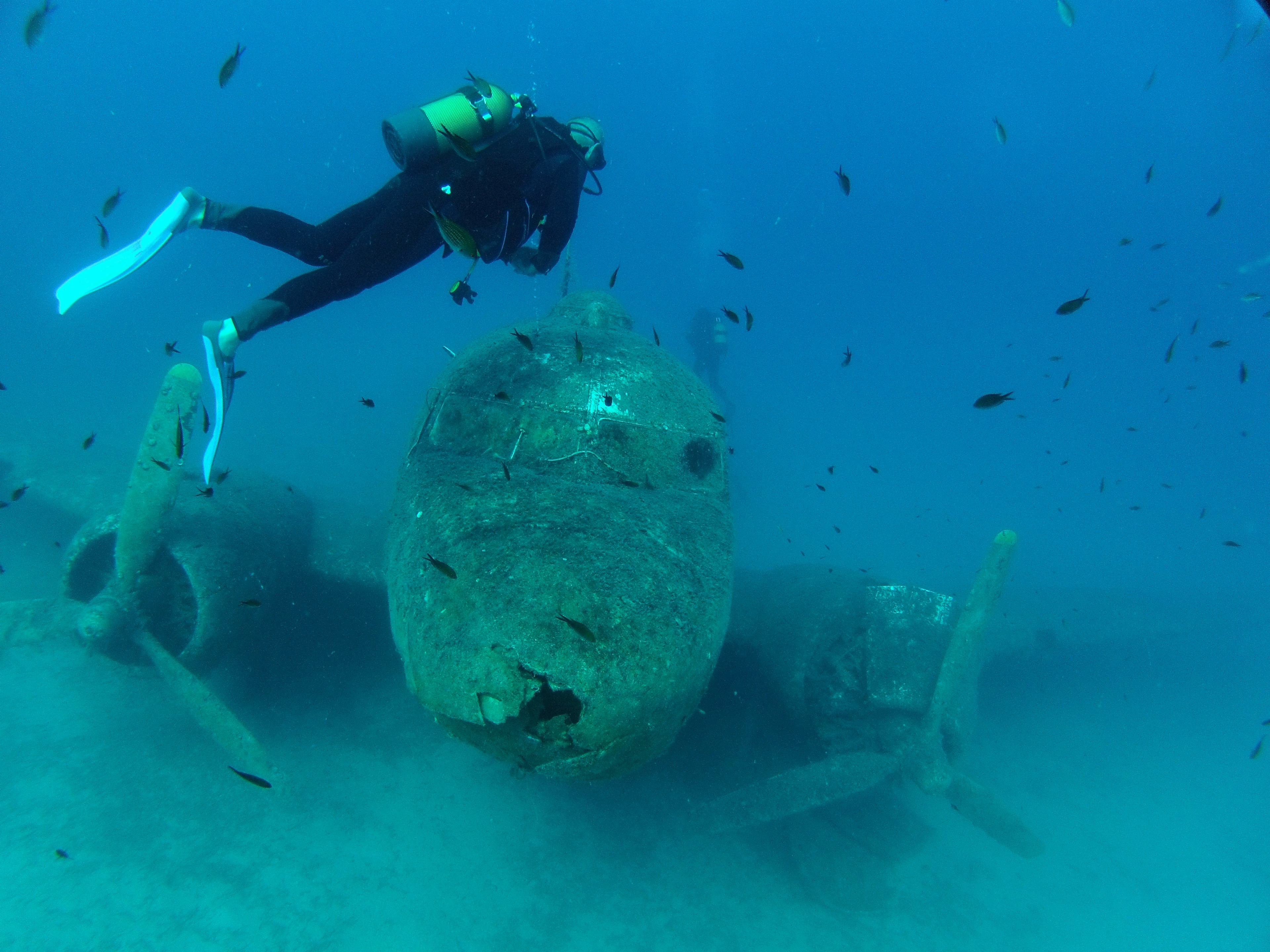
L'enfonsament d'un Douglas DC-3, un dels aproximadament 50 llocs de busseig a les rodalies de Kaş.

La ciutat va patir a causa de les incursions àrabs, llavors va ser annexat (sota el nom d'Andifli) al sultanat d'Anatòlia de Rum, dirigit pels seljúcides. Després de la desaparició dels seljúcides, va passar sota els otomans.
El 1923, a causa de l'⁣intercanvi forçós de poblacions entre Grècia i Turquia després de la guerra greco-turca, la població d'origen grec de la zona va marxar cap a Grècia.
A principis de la dècada de 1990 el turisme va començar a créixer a Kaş, amb visitants principalment del Regne Unit i Alemanya. Aquest creixement del turisme va provocar una explosió en la construcció d'apartaments (sovint sense llicència), que amenaça greument el paisatge i el medi ambient. Particularment afectada és la península de Çukurbağ, a l'oest de la ciutat, que ara hi ha construïts hotels de luxe.